# Raimondo Rizzu
Raimondo Rizzu (Sassari, 25 dicembre 1930 – Sassari, 2 agosto 2015) è stato un politico italiano, sindaco di Sassari dal 1983 al 1988.

## Biografia
Avvocato cassazionista, impegnato in politica con la Democrazia Cristiana, dopo essere stato eletto consigliere comunale, il 30 maggio 1983 diventa sindaco di Sassari, carica che mantiene fino al gennaio 1988. Dal 1985 al 1995 è anche consigliere provinciale di Sassari.
Fu presidente anche del Conservatorio di Sassari, della Corale Canepa e componente del collegio sindacale dell'Ente concerti Maria Luisa De Carolis. Inoltre fu pure presidente dell'Atp sassarese.
Muore il 2 agosto 2015 all'età di 84 anni.